# Callobius nomeus
Callobius nomeus là một loài nhện trong họ Amaurobiidae.
Loài này thuộc chi Callobius. Callobius nomeus được Ralph Vary Chamberlin miêu tả năm 1919.